# Turquie aux Jeux olympiques d'hiver de 1998
Les Jeux olympiques d'hiver de 1998 marquent la douzième participation de la Turquie à des Jeux olympiques d'hiver. Tout comme en 1994, à Lillehammer, la nation n'aligne qu'un seul athlète (Arif Alaftargil, en ski alpin) dans la compétition, qui lui servira également de porte-drapeau. La délégation repartira de Nagano sans médailles.

## Athlètes engagés

### Ski alpin

#### Hommes
Arif Alaftargil, le seul athlète turque engagé dans la compétition, participe au slalom masculin. Il finit à la 29e place à l'issue des deux manches.
| Nom             | Discipline | Manche 1      | Manche 2      | Total         | Total |
| Nom             | Discipline | Temps         | Temps         | Temps         | Rang  |
| --------------- | ---------- | ------------- | ------------- | ------------- | ----- |
| Arif Alaftargil | Slalom     | 1 min 12 s 36 | 1 min 12 s 73 | 2 min 25 s 09 | 29    |